# Manfred Rürup
Manfred Rürup (* 1951 Deutschland) ist ein Fusion- bzw. Krautrockmusiker, der sich unter anderem mit Bands wie Tomorrow’s Gift (1970–1972) und Release Music Orchestra (1974–1979) einen Namen gemacht hat.

## Bands
Er spielte die Keyboards und Orgeln und bevorzugte unter anderem das Fender-Piano. Etwa 1972/1973 spielte er in Carsten Bohns Band Dennis und ist auf deren Album Hyperthalamus (1973) zu hören. Ebenso spielte er auf Carsten Bohns Bandstand-Alben (1977–1979) sowie bei Carsten Bohns Hörspielsessions von 1979 bis 1980 für das Europa-Hörspiel-Label mit.
Er gehörte zu den Gründungsmitgliedern der Bands Tomorrow’s Gift und Release Music Orchestra und fungierte bei letzterer später wohl auch als Kopf der Band. Als Solokünstler trat er darüber hinaus nur „inoffiziell“ auf.

## Stücke bei Europa
1978 spielte er mit Mitgliedern von Release Music Orchestra sowie Carsten Bohns Bandstand in Eigenregie einige Hörspiel-Jingles und Kurzmelodien für das Miller International-Label Europa. Europa verwendete seine Musik in den Jahren 1978 bis 1982 unter dem Sammelpseudonym „Bert Brac“. Teilweise werden seine Songs noch heute verwendet (z. B. 5 Freunde, Folgen 1–8; Die drei ???, Folge 1 u. a.). Da es sich hierbei mehr um Zwischenstücke als um ganze Songs handelt, tragen die Lieder der Hörspielmusik keine Titel. Fans der Hörspielserien schnitten die Musikstücke aus den Hörspielen heraus und gaben ihnen eigene Titel, die sich meist auf ein Ereignis des Hörspiels beziehen, in denen sie eingesetzt wurden, z. B. Auf Radtour. Als Interpret und Komponist wird hier Manfred Rürup angegeben.
Da Titel und Komponist in den Inlays der Hörspiele nie erwähnt wurden (es wurde von Europa in der Zeit von 1968 bis 1982 das Sammelpseudonym Bert Brac für sämtliche Musiker verwendet, die in dieser Zeit Musikstücke für Europas Hörspiele schrieben), war lange Zeit unbekannt, wer für die 1978er Stücke verantwortlich zeichnete. Durch Recherche und mit der Hilfe des Internets konnten hörspielinteressierte Fans Manfred Rürup als Komponisten ausfindig machen. Noch heute werden bei den inoffiziellen Mitschnitten seiner Songs die Fan-Titel benutzt.
Weitere Projekte sind nicht bekannt. Er erstellt seine Musik heute digital und ist Inhaber/Mit-Inhaber der Firmen digitalmusician.net und Steinberg Research. Zusammen mit Karl Steinberg entwickelte er einen kostenlosen Audiorecorder, der es erlaubt, in Echtzeit über eine Internetverbindung mehrstimmige Musik aufzunehmen.

## Diskographie
| Mit „Tomorrow’s Gift“: - Tomorrow’s Gift (1970) - Love & Peace (1970) - Goodbye Future (1972) Mit „Dennis“: - Hyperthalamus (1973) | Mit „Release Music Orchestra“: - Life (Live-Album) (1974) - Garuda (1975) - Get the Ball (1976) - Beyond the Limit (1977) - Bremen 1978 (Live-Album) (1978) - News (1979) - Rock on Brain (Compilation) (1980) | Mit „Carsten Bohn’s Bandstand“: - Humor Rumor (1977) - Mother Goose Shoes (1978) - C.B. Radio (1979) - Hörspielsessions mit Eigenkompositionen (1978) - Carsten Bohn’s Hörspielsessions (nur Keyboard) (1979–1980) |